# یویچی هایاشی
یویچی هایاشی (انگلیسی: Yoichi Hayashi؛ زادهٔ ۱۴ فوریهٔ ۱۹۴۲) بازیگر، شخصیت‌های تلویزیونی در ژاپن، و بازیگر کابوکی اهل ژاپن است.